# Norbert Trieloff
Norbert Trieloff (Rostock, 24 agosto 1957) è un ex calciatore tedesco orientale, dal 1990 tedesco.

## Carriera
Ha trascorso la maggior parte della sua carriera nella Dinamo Berlino, in cui si formò per due anni nelle giovanili fino ad esordire in Oberliga nel 1974. Giocò nel club della capitale fino al 1987, totalizzando 246 presenze per 13 reti e vincendo otto edizioni consecutive della Oberliga. Trascorse gli ultimi anni della sua carriera nel secondo club di Berlino Est, l'Union Berlino, con cui appese le scarpette al chiodo nel 1989.
Nel suo palmarès figura inoltre una medaglia d'argento ottenuta alle Olimpiadi del 1980 con la nazionale, con cui disputò 18 presenze dal 1980 al 1984.

## Palmarès

### Club
- DDR-Oberliga: 10

Dinamo Berlino: 1978-1979, 1979-1980, 1980-1981, 1981-1982, 1982-1983, 1983-1984, 1984-1985, 1985-1986, 1986-1987

### Nazionale
- Argento olimpico: 1

Mosca 1980